# HD110073
HD110073 — хімічно пекулярна зоря спектрального класу
B8 й має  видиму зоряну величину в смузі V приблизно  4,6.
Вона  розташована на відстані близько 354,9 світлових років від Сонця.

## Пекулярний хімічний склад
Зоряна атмосфера HD110073 має підвищений вміст 
Mn
.

## Магнітне поле
Спектр даної зорі вказує на наявність магнітного поля у її зоряній атмосфері.
Напруженість повздовжної компоненти поля оціненої з аналізу
наявних ліній металів
становить  145,4± 158,4 Гаус.